# جورج دويل
جورج دويل (بالإنجليزية: George Doyle)‏ هو سياسي أسترالي، ولد في 12 يوليو 1902، وتوفي في 26 أكتوبر 1940. انتخب عضو مجلس نواب تسمانيا.